# Darker than darkness -style 93-
『darker than darkness -style 93-』（ダーカー・ザン・ダークネス -スタイルナインティスリー-）は、日本のロックバンドであるBUCK-TICKの7枚目のオリジナル・アルバム。
1993年6月23日にビクターエンタテインメントのInvitationレーベルよりリリースされた。前作『狂った太陽』（1991年）よりおよそ2年4か月ぶりとなる作品であり、作詞は櫻井敦司および今井寿が担当、作曲は今井および星野英彦が担当、BUCK-TICKによるセルフ・プロデュースとなっている。
レコーディングでは星野が初めてキーボードを使用するなど新たな試みが行われた。音楽性は前作に増してノイズ音が顕著になり、ギター・サウンドもヘビーなものになっている。アルバムタイトルは「暗闇の向こう側」という意味合いを込めて、今井が命名した。
先行シングルとして「ドレス」がリリースされたほか、「die」がリカットとしてリリースされた。「ドレス」はリリースから12年後にWOWOWテレビアニメ『トリニティ・ブラッド』（2005年）の主題歌として使用され、2005年4月20日に「ドレス (bloody trinity mix)]」としてリミックスバージョンがリリースされた。
本作はオリコンチャートにて最高位2位となった。

## 背景
前作『狂った太陽』（1991年）リリース後、BUCK-TICKは「狂った太陽 TOUR」と題したコンサートツアーを同年3月6日のグリーンホール相模大野公演から6月29日の群馬音楽センター公演まで、38都市全49公演を実施した。同年に今井寿はSOFT BALLETの藤井麻輝とともに音楽ユニット「SCHAFT」を結成、10月21日にリリースされたオムニバス・アルバム『DANCE 2 NOISE 001』に楽曲「nicht-titel」で参加、同アルバムには星野英彦もソロ名義として楽曲「Jarring Voice」で参加している。
1992年に入り、3月21日にはセルフカバー・アルバム『殺シノ調べ This is NOT Greatest Hits』をリリース、同日には櫻井敦司がオランダのロックバンドであるXYMOSとともに参加した『DANCE 2 NOISE 002』がリリースされており、同アルバムには後にコンサートツアー「LSB」に参加することとなるTHE MAD CAPSULE MARKETSも参加している。その後「殺シノ調べ This is NOT Greatest Tour」と題した同アルバムを受けたコンサートツアーを同年3月14日、3月15日の横浜アリーナ2日間連続公演から5月26日、5月27日の日本武道館2日間連続公演まで、20都市全23公演が行われた。また同年9月10日および9月11日には「Climax Together」と題した単独公演が横浜アリーナにて2日間連続で行われた。同公演はライブ・ビデオ撮影のために行われており、12月2日にライブ・ビデオ『Climax Together』としてリリースされた。

## 録音、制作
本作のレコーディングは1993年2月20日から4月30日に掛けて、サウンドスカイスタジオにて行われた。
楽曲の制作に当たり、星野は今井に電話してアルバムの方向性を確認したが、今井からの返答は「やってみねぇとわかんねぇ」というものであった。その時点で星野は一度制作した曲をボツにし、もう一度新曲の制作に取り組んでいたが、今井は1曲も制作していない状態であった。その時に今井は星野との関係性をイソップ寓話『アリとキリギリス』に例えている。今井は星野が制作した「誘惑」および「ドレス」を聴いて、ギターサウンドではないことから「ヒデはとまどってんのかなって思った」と述べている。後に今井の曲が出来上がって来た際に、自身の制作曲とはあまりに曲調が異なることから、星野は自問自答する場面もあったと述べている。また、今井は星野が制作した曲を2枚目のアルバム『SEXUAL×××××!』（1987年）収録曲の「ILLUSION」が進化したような形であると述べている。両者の制作曲を擦り合わせた際に、全く異質であるために同じアルバムに収録することに星野は疑問を呈していたが、今井は相手の曲に合わせることはかえってマイナスになると判断し、両者とも気の赴くままに制作することが重要であると述べている。その他、星野は本作で初めてキーボードを演奏しており、星野のギターパートが存在しない箇所ではキーボードを演奏するなど音楽の幅が広がったと今井は述べている。
櫻井は本作における歌詞制作に関して、自身の言いたいことは一つであり、その一つのことを説明する言葉を多種多様に引っ張り出して使用していると述べ、また詞の世界のキャラクターとしての言葉を選択しているとも述べている。本作での作詞方法は前作までと異なり、ノートに思いついた言葉を大量に書き留めていたが、実際にはそこに書かれた言葉はほとんど使用されなかったと述べている。また、本作の歌詞は前向きなものが多く、櫻井は「自分に優しくなれるようになったんですよ、あまりイジメちゃかわいそうだなぁって。弱いんだからオレはって」と述べている。リズム隊である樋口豊とヤガミトールは、最初に制作された5曲のレコーディング期間が50日程度あったため、余裕を持って作業をすることができたと述べている。また、初期の頃はスタジオで初めて聴かされた曲をそのままレコーディングしていたが、本作の頃にはある程度完成したデモテープが制作された上でレコーディングが行われるように変化しており、樋口とヤガミはともに「やりやすい」「楽になってきてます」と述べている。

## リリース
1993年6月23日にビクターエンタテインメントのInvitationレーベルからCDにてリリースされた。当初は5月20日から開始予定であった全国ツアーまでにリリース予定であったが、不測の事態によりツアー開始後のリリースとなった。なお本作には仕掛けがあり、パッケージなどには10曲目までしか曲目は記載されていないが、実際はCDの中には93トラック存在している。75トラック目と84トラック目にノイズが収録されており、最終トラックである93トラック目には隠しトラックである「D・T・D」が収録されている。「D・T・D」の歌詞はシングル「die」およびベスト・アルバム『BT』（1999年）に記載されている。また、シングル「die」のカップリングとして収録されたライブ版の曲タイトルは「darker than darkness (live)」となっている。
2002年9月19日には、ビクターエンタテインメントのHAPPY HOUSEレーベルから比留間整監修によるデジタルリマスター版がリリースされ、初回限定盤にはジャケットサイズのオリジナルステッカーが付属されたほか、ボーナス・トラックとして「ドレス (AUX･SEND MIX)」および「die (single Live version)」の2曲が追加収録された。また、この初回盤においてはボーナス・トラックが収録されていることから11曲目に「D・T・D」が収録されており、オリジナル版と同様の93トラックの仕掛けは再現されていない。
2007年9月5日には生産限定品として、ビクター所属時代のアルバム全12作品のデジタルリマスター版が紙ジャケット仕様でリリースされた。同版には携帯サイズのロゴステッカー・シートが封入されたほか、全タイトルを一括購入すると先着で全タイトル収納ケースがプレゼントされるキャンペーンが行われた。

## ツアー
本作を受けたコンサートツアーは、「darker than darkness -style '93-」と題して1993年5月20日の大阪城ホール公演から11月18日、11月19日の群馬音楽センター2日間連続公演まで、49都市全59公演が行われた。同年12月31日には渋谷公会堂にて開催された「TVK LIVE GAGA SPECIAL'93」に出演し、SOFT BALLETとともに「ICONOCLASM」を演奏した。

## 批評
| 専門評論家によるレビュー    | 専門評論家によるレビュー |
| レビュー・スコア            | レビュー・スコア         |
| 出典                        | 評価                     |
| --------------------------- | ------------------------ |
| CDジャーナル                | 肯定的                   |
| BUCK-TICK ~since 1985-2011~ | 肯定的                   |
| B-T DATA                    | 肯定的                   |

音楽情報サイト『CDジャーナル』では、「大胆なヴォイス・エフェクトをほどこしたノイジーなサウンドにはアバンギャルドな魅力が蔓延している」と記したほか、「さらに重く暗くアグレッシヴに、独自の境地を突き進む彼らの姿が潔い作品。シニカルな櫻井の歌詞の世界にも注目」と記した上で肯定的に評価した。書籍『BUCK-TICK ~since 1985-2011~ 史上最強のROCK BAND』では、前作までに見られたポップな要素が薄まり「ひたすらマニアックな表現を突き詰めた一枚」であると指摘、また「非常にヘヴィな楽曲が多く、歌詞もひときわ抽象的で内省的なものとなっている」とも指摘した上で、一般的にBUCK-TICKは『悪の華』（1990年）のイメージが強いが本格的なBUCK-TICKのサウンドは本作から始まっていると肯定的に評価した。書籍『B-T DATA BUCK-TICK 25th Anniversary Edition』では、本作を「極端なミックスや音響効果が施されたアルバム」であると主張、世界観は「暗黒よりも暗い世界」となっているがジャズやファンク、ヒップホップなどの多彩な音楽性を取り入れたことを「斬新なアプローチ」であるとして肯定的に評価した。

## チャート成績
本作はオリコンチャートにて最高位2位を獲得、登場回数は8回で売り上げ枚数は21.3万枚となった。この売り上げ枚数はBUCK-TICKのアルバム売上ランキングにおいて6位となっている。2022年に実施されたねとらぼ調査隊によるBUCK-TICKのアルバム人気ランキングでは7位となった。

## 収録曲

### 一覧
| 全編曲: BUCK-TICK。 |                                     |           |           |       |
| #                   | タイトル                            | 作詞      | 作曲      | 時間  |
| 1.                  | 「キラメキの中で...」               | 櫻井敦司  | 今井寿    | 4:41  |
| 2.                  | 「Deep Slow」                       | 櫻井敦司  | 今井寿    | 4:32  |
| 3.                  | 「誘惑」                            | 櫻井敦司  | 星野英彦  | 5:59  |
| 4.                  | 「青の世界」                        | 櫻井敦司  | 今井寿    | 4:57  |
| 5.                  | 「神風」                            | 今井寿    | 今井寿    | 4:43  |
| 6.                  | 「ZERO」                            | 櫻井敦司  | 今井寿    | 4:00  |
| 7.                  | 「ドレス」                          | 櫻井敦司  | 星野英彦  | 6:22  |
| 8.                  | 「LION」                            | 櫻井敦司  | 今井寿    | 4:32  |
| 9.                  | 「Madman Blues －ミナシ児ノ憂鬱－」 | 今井寿    | 今井寿    | 5:10  |
| 10.                 | 「die」                             | 櫻井敦司  | 今井寿    | 4:29  |
| 合計時間:           | 合計時間:                           | 合計時間: | 合計時間: | 49:25 |

| #         | タイトル    | 作詞      | 作曲      | 時間  |
| --------- | ----------- | --------- | --------- | ----- |
| 93.       | 「D・T・D」 | 櫻井敦司  | 今井寿    | 6:42  |
| 合計時間: | 合計時間:   | 合計時間: | 合計時間: | 61:50 |

| #         | タイトル                            | 作詞      | 作曲      | 時間  |
| --------- | ----------------------------------- | --------- | --------- | ----- |
| 1.        | 「キラメキの中で...」               | 櫻井敦司  | 今井寿    | 4:41  |
| 2.        | 「Deep Slow」                       | 櫻井敦司  | 今井寿    | 4:32  |
| 3.        | 「誘惑」                            | 櫻井敦司  | 星野英彦  | 5:58  |
| 4.        | 「青の世界」                        | 櫻井敦司  | 今井寿    | 4:57  |
| 5.        | 「神風」                            | 今井寿    | 今井寿    | 4:43  |
| 6.        | 「ZERO」                            | 櫻井敦司  | 今井寿    | 4:01  |
| 7.        | 「ドレス」                          | 櫻井敦司  | 星野英彦  | 6:22  |
| 8.        | 「LION」                            | 櫻井敦司  | 今井寿    | 4:32  |
| 9.        | 「Madman Blues －ミナシ児ノ憂鬱－」 | 今井寿    | 今井寿    | 5:10  |
| 10.       | 「die」                             | 櫻井敦司  | 今井寿    | 4:34  |
| 11.       | 「D・T・D」                         | 櫻井敦司  | 今井寿    | 6:50  |
| 12.       | 「ドレス (AUX･SEND MIX)」           | 櫻井敦司  | 星野英彦  | 6:23  |
| 13.       | 「die (single Live version)」       | 櫻井敦司  | 今井寿    | 5:16  |
| 合計時間: | 合計時間:                           | 合計時間: | 合計時間: | 67:59 |

### 曲解説
1. 「キラメキの中で...」
「メタルレゲエ」をテーマに作られたBUCK-TICK初のレゲエソング。後に至るまでライブでの定番曲となっており、その都度アレンジが異なることが多い。書籍『B-T DATA BUCK-TICK 25th Anniversary Edition』では、ダブ的処理が施された曲であると記されている[18]。
2. 「Deep Slow」
仮タイトルは「ロック野郎」[21]。本曲はリフをメインとした構成になっているが、それによって今井の知らないところで仮タイトルが決定されており、今井は「これでもうロックになっちゃうのか」との感想を持ちリフが効果的であることを初めて知ったと述べている[21]。
3. 「誘惑」
星野が、前年から習い始めたキーボードを使用して制作した楽曲。イントロのノイズは、スタジオにあったレコードに傷をつけて録ったもので、サックス音は今井によるギターシンセサイザー。
当初は映画『マルコムX』（1992年）から拝借された「マルコムX」という仮タイトルだった。
4. 「青の世界」
今井が大友克洋の漫画『AKIRA』（1982年 - 1990年）をイメージして作曲し、櫻井もそのイメージにあった近未来的で破滅的な詞をつけた(アウトロと5曲目が繋がっている)。
トリビュート・アルバム『PARADE III 〜RESPECTIVE TRACKS OF BUCK-TICK〜』（2020年）において八十八ヶ所巡礼によるカバーが収録されている[22][23][24]。
5. 「神風」
前述のとおり、4曲目とイントロ繋がっている。
6. 「ZERO」
書籍『B-T DATA BUCK-TICK 25th Anniversary Edition』では、ファンクであると記されている[18]。
7. 「ドレス」
先行シングル。特に表記はされていないが別ミックスである。詳細は「ドレス」を参照。
8. 「LION」
櫻井曰く「自分自身のことを唄った」楽曲。
9. 「Madman Blues －ミナシ児ノ憂鬱－」
書籍『B-T DATA BUCK-TICK 25th Anniversary Edition』では、ヒップホップであると記されている[18]。
10. 「die」
後にリカットされた。詳細は「die」を参照。
  - 「D・T・D」（隠しトラック）2002年リマスター盤では93トラックの仕掛けが再現されていない(初回盤にボーナストラックを収録する関係と思われる)。

## スタッフ・クレジット

### BUCK-TICK
- 櫻井敦司 - ボーカル
- 今井寿 - ギター
- 星野英彦 - ギター、ピアノ、シンセサイザー
- 樋口豊 - ベース
- ヤガミトール - ドラムス、パーカッション

### 参加ミュージシャン
- 浜田理恵 - バッキングボーカル（7曲目）
- 横山和俊 - マニピュレート（1,7曲目）

### スタッフ
- BUCK-TICK - プロデューサー
- 田中淳一 - ディレクター
- 比留間整 - レコーディング・エンジニア、ミックス・エンジニア
- 内藤重利 - レコーディング・エンジニア
- 内田孝弘 - レコーディング・エンジニア
- 藤島浩人 - アシスタント・エンジニア
- 守屋勝美 - アシスタント・エンジニア
- 山根啓司 - ギターサウンド・テクニシャン
- 杉本幸彦 - ドラムチューナー
- 浅見繁男 - ドラムチューナー、ローディ
- 枡岡慶彦 - チーフマネージャー
- 下川ハジメ - マネージャー
- 小嶋人志 - マネージャー
- 豊島直己 - チーフ・プロモーター
- 大岡政利 - アーティスト&リレイションズ
- 高木修 - エグゼクティブ・プロデューサー
- 村木敬史 - エグゼクティブ・プロデューサー
- シェイクハンド - アーティスト・マネージメント

- ビジュアル・スタッフ
  - 坂口賢 - アート・ディレクション&デザイン
  - M.HASUI - フォトグラファー
  - 八木智晴 - スタイリスト
  - 谷崎隆幸 - ヘア&メイクアップ
  - 宮岡昌広 - コーディネイト
  - 木澤勉 - コーディネイト
  - 中尾健二 - プロダクツ・マネージメント
  - 祖師雄一郎 - プロダクツ・マネージメント

- 小西康司（サウンドスカイ川奈） - スペシャル・サンクス
- 関口明 - スペシャル・サンクス
- 大場達夫 - スペシャル・サンクス
- 古居隆志 - スペシャル・サンクス
- 川島清（ラディック） - スペシャル・サンクス
- 草野豊（フェルナンデス） - スペシャル・サンクス
- 白土耕一郎（グレコ） - スペシャル・サンクス
- 波多野光男（Bow's ギターギャラリー） - スペシャル・サンクス
- 藤井麻輝 - スペシャル・サンクス
- フックアップ - スペシャル・サンクス
- 松木昭男（イシバシ楽器） - スペシャル・サンクス
- 原島亨 - スペシャル・サンクス
- 仲野茂 - スペシャル・サンクス
- ザ・マッドカプセルマーケッツの皆様 - スペシャル・サンクス
- じゅぴ太 - スペシャル・サンクス
- LAV - スペシャル・サンクス
- HIRO（ザ・スタークラブ） - スペシャル・サンクス
- トランスワールド - スペシャル・サンクス
- カノウプス - スペシャル・サンクス
- Buck-Tick club - スペシャル・サンクス

## リリース履歴
| No. | 日付          | レーベル                                | 規格 | 規格品番                                  | 最高順位 | 備考                                                                                               |
| --- | ------------- | --------------------------------------- | ---- | ----------------------------------------- | -------- | -------------------------------------------------------------------------------------------------- |
| 1   | 1993年6月23日 | ビクターエンタテインメント／Invitation  | CD   | VICL-419                                  | 2位      | |
| 2   | 2002年9月19日 | ビクターエンタテインメント／HAPPY HOUSE | CD   | VICL-60988（初回盤） VICL-60968（通常盤） | -        | デジタルリマスター盤（監修：比留間整） 初回盤のみボーナストラック2曲収録、オリジナルステッカー封入 |
| 3   | 2007年9月5日  | ビクターエンタテインメント／Invitation  | CD   | VICL-62548                                | -        | デジタルリマスター盤、紙ジャケット仕様                                                             |